# 施氏食獅史
《施氏食獅史》是一篇由中國語言學家趙元任所寫的同音文章，每字之普通话拼音都為shi（注音符號為ㄕ），只是聲调相異。
作者专门在现代汉语普通话读音中挑选同音字写了这篇文言文，因为要迁就同音字，因而文章内容显得很不合逻辑，现实中没有人要吃十只狮子后来又在吃时发觉狮子是石狮子的荒谬事，因此湊巧帶出如何解釋，以上全文都是用同一個音調，全文共92字（連標題97字）。此文要看懂，要具有文言文功底，不具有文言文功底的人，照样很难看明白原文的意思。文言文始于先秦时期，如果在先秦时期的人们、用方言口音表达这些同音文，当时的人们能够听得懂。所以，這篇文言文作品在書面閱讀或者用其他漢語族語言朗誦時並無問題（如九聲六調的粵語有入聲可以用声调来区分字义，就不太會有同音問題）。惟使用現代標準漢語普通话朗讀或者將作品官話拉丁轉寫而且在不标声调的情况下，問題則浮現，會感覺很繞口，因為只有四個調的國語普通話同音字較多。

## 背景與意圖
20世纪20年代初期，錢玄同等學者认为汉语应该拉丁化，漢字应该全部改为拼音，如此低龄儿童就没有了认识成百上千的汉字的痛苦。而《施氏食狮史》正诞生于此时。有人認為，作者趙元任是想引證漢語拉丁化所帶來之荒謬。
有支持汉语拉丁化的人指出：赵元任是国语罗马字的主要设计者，认为他只是举例说明，按现代标准汉语拼音的汉语拉丁化，只适合白话文，不适合文言文和文白相杂的文章。而赵元任本人也说：“這些當然是極端的例子。如果你要是寫語言，當然不會有問題。因為你寫的要是不夠清楚（假定你把語言裡的聲音全寫出來而仍舊不夠清楚），那你本來話就沒有說清楚。在多數文字用處的場合，我覺得現在就可以用國語羅馬字拼音文字。”有人认为，赵元任用这种在现实口语中根本不会出现之情况，来反面证明汉字拉丁化之可能。

## 軼事
- 赵元任在创作《施氏食狮史》后，还翻译成了英文并加以说明，标题为“Story of Stone Grotto Poet: Eating Lions”。[5]
- 和《施氏食狮史》一起创作出来的，还有《羿裔熠邑彝》《季姬击鸡记》[6]。[需要較佳来源]
- 1980年，一本电脑王码打字教本内含有《施氏食狮史》供打字练习。有人发现，王码比拼音更方便输入《施氏食狮史》。但是该文章仅是一个特殊的例子。[需要較佳来源]
- 狮食豕史，隋景芳所著的另一篇同音文章，全文共六百字，是目前最长的同音文章。